# Бехинген ан дер Бренц
Бехинген ан дер Бренц (њем. Bächingen an der Brenz) општина је у њемачкој савезној држави Баварска. Једно је од 27 општинских средишта округа Дилинген ан дер Донау. Према процјени из 2010. у општини је живјело 1.289 становника. Посједује регионалну шифру (AGS) 9773113.

## Географски и демографски подаци
Бехинген ан дер Бренц се налази у савезној држави Баварска у округу Дилинген ан дер Донау. Општина се налази на надморској висини од 440 метара. Површина општине износи 7,3 km². У самом мјесту је, према процјени из 2010. године, живјело 1.289 становника. Просјечна густина становништва износи 176 становника/km².